# Kerk van Tergast
De Kerk van Tergast (Tergaster Kirche) in de Oost-Friese gemeente Moormerland (Nedersaksen) werd in de 13e eeuw als een zaalkerk gebouwd.

## Geschiedenis
De bouw van de kerk begon in de 13e eeuw op een tevoren 8,5 meter opgeworpen warft. Bij de kunstmatige ophoging gebruikten de bewoners een techniek, die tot nu toe in Oost-Friesland alleen in Altfunnixsiel wordt teruggevonden: in de verhoging wisselen lagen van zorgvuldig gelegde bakstenen steeds ongeveer 40 centimeter dikke zandlagen af. Mogelijk bestond er voor de huidige kerk reeds een voorganger op dezelfde plaats. Daarop duiden de resultaten van opgravingen bij het veiligstellen van het torenfundament, waarbij enige resten werden gevonden.
Aan welke heilige de kerk ooit was gewijd is niet meer bekend. Mogelijk waren het de Veertien Noodhelpers, aangezien het doksaal van de kerk veertien (sinds de reformatie) lege blindnissen heeft. Maar in deze nissen zouden evengoed de beelden van Christus, de 12 apostelen en nog een heilige hebben kunnen gestaan.
Waarschijnlijk werd in de 14e of 15e eeuw de halfronde apsis van de kerk aangebouwd, die echter later instortte of werd gesloopt. De apsis had een breedte van 8,24 meter, terwijl de oostelijke gevel een breedte van 12,50 meter heeft. Deze apsis bezat fundamentmuren van 0,77 meter dik en was van boven afgesloten met een trapgevel.
Na de reformatie werden de zijaltaren, die voor de buitenste blindbogen van het doksaal stonden, verwijderd. Hun voormalige standplaats is tegenwoordig nog duidelijk te herkennen aan de plaats waar de altaarplaten in de muur waren bevestigd.
In het begin van de 19e eeuw stortte tijdens een storm de westelijke gevel in. Aansluitend werd de huidige klokkentoren gebouwd.
Het kerkgebouw werd in 1984 grondig gerestaureerd, waarbij ook een poging werd ondernomen om de kleuren van het doksaal te herstellen.

## Beschrijving

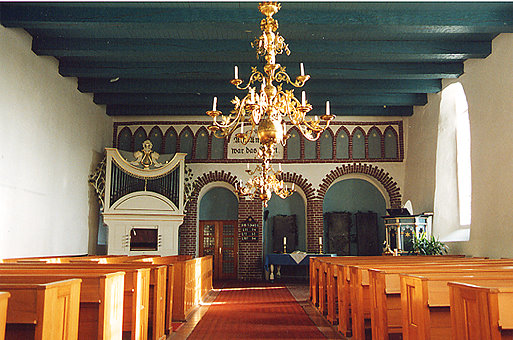
Overzicht interieur

De kerk is 23,9 meter lang, 11,8 meter breed en wordt met zadeldak afgesloten, dat een gelijke hoogte heeft als de westelijke toren. In de noordelijke muur bevinden zich dichtgemetselde ramen. De ramen in de zuidelijke muur werd op later moment vergroot. Ook de oorspronkelijke portalen op de noordelijke en zuidelijke kant werden dichtgemetseld. De beide hagioscopen werden buiten gedicht, maar bleven binnen goed zichtbaar bewaard. De toegang tot de kerk vindt tegenwoordig via de noordelijke kant plaats. Oorspronkelijk kende het koor een gewelf. Hier bleef in de noordelijke muur nog een nis voor het Heilig Sacrament bewaard.    
Het stenen doksaal vormt qua uitvoering met vier bogen een architectonische bijzonderheid in Oost-Friesland. De nissen voor de zijaltaren zijn hoger als de beide doorgangen in het midden. De dwarsmuren van de doorgang hebben
diepe nissen, waar vroeger beelden of retabels stonden opgesteld. Boven de doorgang zijn de woorden Am Anfang war das Wort (Johannes 1; vertaling: In den beginne was het Woord) aangebracht.

## Interieur
Rechts van het doksaal staat de houten kansel. De in blauw, wit en vergulde kleuren geschilderde preekstoel heeft hoekzuiltjes met daartussen velden met rondbogen. In de zuidelijke koormuur bevindt zich een bekken met een segmentboog in een rechthoekige nis. Van de vasa sacra zijn een kelk uit 1710 en een kan en schaal uit vermoedelijk 1928 noemenswaardig.

#### Orgel
Het eerste orgel van de kerk werd in 1817 gebouwd. Na de afbraak van de galerij in 1939 werd een nieuw orgel opgesteld. Wat er met het oude instrument is gebeurd is verder niet bekend. Het huidige instrument stamt uit de hervormde kerk van Neustadtgödens. Gerd Sieben Janssen uit Aurich bouwde in de jaren 1839-1840 het orgel voor die kerk. Het instrument kreeg bij de overname door de kerk van Tergast door de orgelbouwer Puchar (Emden) en de organist G. Dirks uit Oldersum een onderhoudsbeurt en werd enigszins gewijzigd. Als gevolg van de droge verwarmingslucht in de kerk liep het orgel echter schade op, waardoor het enige tijd onbespeelbaar werd. In de jaren 1999-2000 volgde op basis van historisch materiaal een grondige reconstructie door Winold van der Putten uit het Groningse Finsterwolde.
Het orgel bezit nu zeven registers op één manuaal en een aangehangen pedaal enkent de volgende dispositie:
| Manuaal C-f3   |    |                     |
| Principaal     | 4′ | J                   |
| Gedekt         | 8′ | J (Discant)/P (Bas) |
| Viola di Gamba | 8′ | J (Discant)/P (Bas) |
| Traverso       | 4′ | P                   |
| Octaaf         | 2′ | J                   |
| Ruispijp II    |    | P (gedeeltelijk)    |
| Trompet B/D    | 8′ | P                   |

J = Gerd Sieben Janssen, Aurich

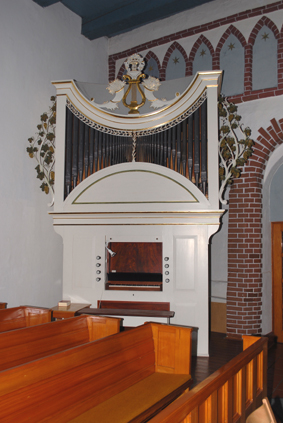
Het orgel van de kerk van Tergast

P = Winold van der Putten, Finsterwolde